# Креод
Креод — структурно-стійкий шлях розвитку живих систем. Поняття К. введене Конрадом Гелом Воддінгтоном (1940) для опису однієї з основних властивостей систем, що розвиваються, — здібності зберігати типовий хід (чи результат) розвитку за наявності істотних природних або штучних збурень, напр. різких коливань умов зовнішнього середовища, експериментальних втручань та ін.
Згідно концепції епігенетичної теорії еволюції, від предків до нащадків передається загальна організація епігенетичної системи, яка і формує організм в ході його індивідуального розвитку, причому добір веде до стабілізації ряду послідовних онтогенезів, усуваючи відхилення від норми (морфози) і формуючи стійку траєкторію розвитку (креод).

## Ресурси Інтернету
- Епігенетична теорія еволюції — добірка статей

## Виноски
1. ↑   Waddington C. H. Organisers & genes. — Cambridge: Cambridge University Press, 1940.
2. ↑   Waddington C. H. Canalization of development and the inheritance of acquired characters // Nature. — 1942. — Vol. 150. — P. 563–565.
3. ↑  Основні положення епігенетичної теорії еволюції було сформульовано в 1987-ому році М. О. Шишкіним на основі ідей І. І. Шмальгаузена і К. Г. Воддінгтона (Див.:Шишкин М. А., 1987.